# 別爾特尼基
49°4′21″N 25°13′21″E / 49.07250°N 25.22250°E
別爾特尼基（烏克蘭語：Бертники）是位於烏克蘭西部特諾皮爾州裏喬爾特基夫區的村莊，面積1.69平方公里，海拔高度327米，2001年人口450，人口密度每平方公里266.3人。